# سلام هاشم
سلام هاشم مواليد 7 أكتوبر 1966 في بغداد، هو لاعب كرة قدم عراقي سابق كان يلعب كمدافع، تنافس في دورة الألعاب الأولمبية الصيفية عام 1988م.

## المسيرة الاحترافية

### أندية لعب لها
- نادي الزوراء
- نادي الرشيد الرياضي (العراق)

## روابط خارجية
- سلام هاشم على موقع أوليمبيديا (الإنجليزية)